# La Danse de mort (film, 1967)
Pour la pièce de théâtre, voir La Danse de mort.
La Danse de mort ou Danse macabre (titre original Paarungen) est un film allemand réalisé par Michael Verhoeven et sorti en 1967.

## Synopsis

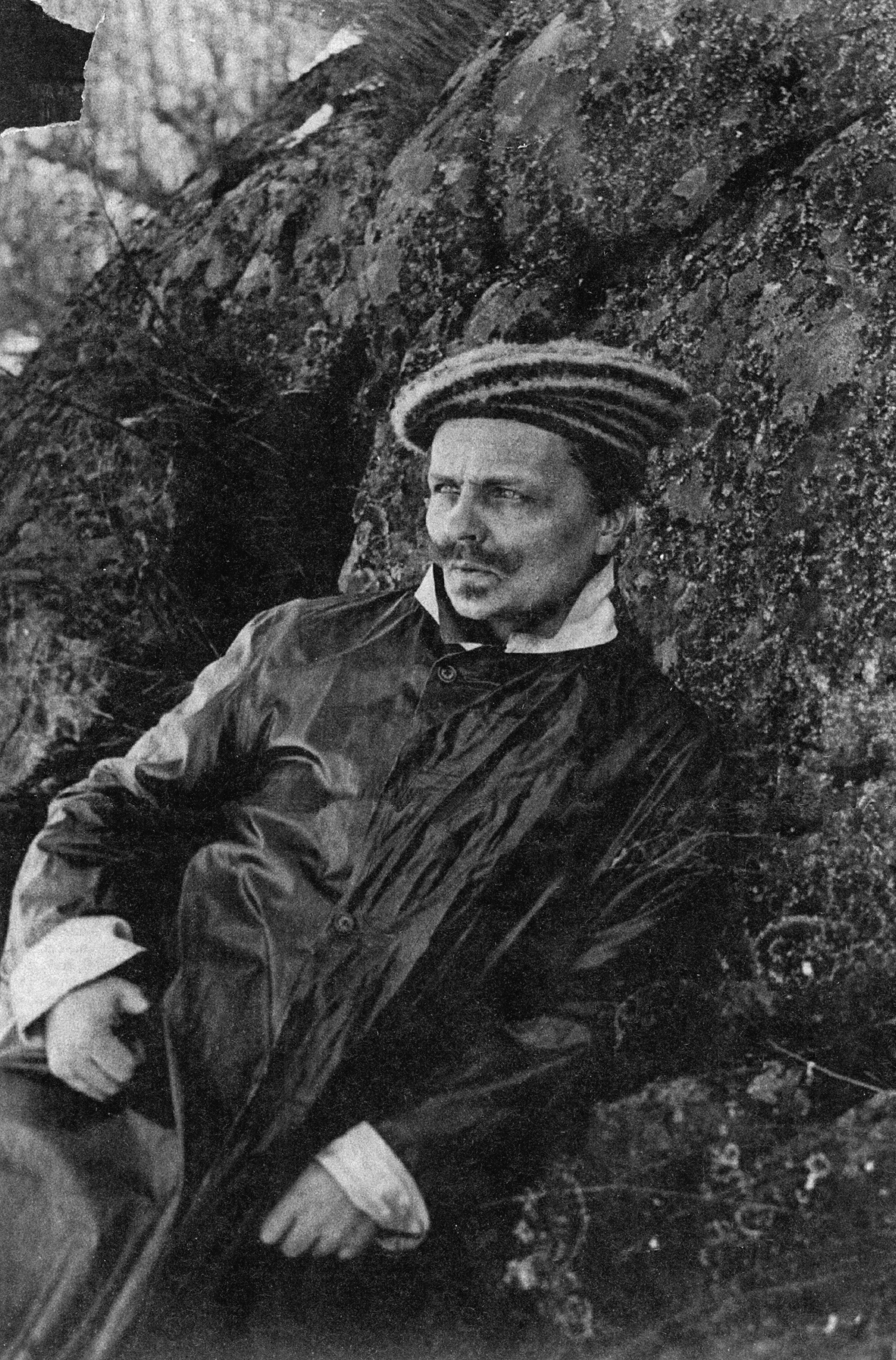
Autoportrait d'August Strindberg.

Un capitaine d'artillerie égocentrique et sa femme aigrie se livrent à des disputes incessantes dans leur forteresse isolée au large des côtes de la Suède au tournant du siècle. Alice, une ancienne actrice, a sacrifié sa carrière pour une vie militaire isolée avec Edgar. À l'occasion de leur 25e anniversaire de mariage, elle révèle le véritable enfer que leur mariage a été. Edgar, un schizophrène vieillissant qui refuse de reconnaître sa grave maladie, lutte en maintenant sa férocité et son arrogance avec un mépris hautain. Sentant qu'Alice, son cousin et son amant potentiel, Kurt, pourraient s'allier contre lui, il riposte avec force. Alice attire Kurt en lui faisant croire à un rendez-vous passionné, et le convainc de s'associer à un complot pour éliminer Edgar.

## Fiche technique
- Titre original Paarungen
- Titre alternatif : Danse macabre
- Réalisation : Michael Verhoeven
- Scénario : Michael Verhoeven d'après la pièce d'August Strindberg[1]
- Producteurs : Senta Berger, Michael Verhoeven
- Photographie : Henning Kristiansen
- Montage : Monika Pfefferle
- Musique : Joseph Berger, Hermann Thieme
- Production : Sentana Filmproduktion
- Procédé : Eastmancolor
- Distributeur : Eckelkamp Verleih
- Pays de production : Allemagne de l'Ouest
- Durée : 83 minutes
- Date de sortie : 9 novembre 1967

## Distribution
- Lilli Palmer : Alice
- Paul Verhoeven : Edgar
- Karl Michael Vogler : Kurt
- Ilona Grübel : Judith
- Michael von Harbach : Allan
- Melanie Horeschowsky : Maja
- Dietrich Kerky : Prisonnier
- Dieter Klein : Ekmark
- Inken Sommer : Jenny